# Крейчи, Марек
Ма́рек Кре́йчи (словац. Marek Krejčí; 20 ноября 1980 — 26 мая 2007) — словацкий футболист, играл на позиции нападающего.

## Карьера
Марек Крейчи родился в Братиславе, начал свою футбольную карьеру в местном клубе «Интер». В ноябре 2000 года перешёл в «Спартак» Трнава. В сентябре 2001 года подписал контракт с венгерским «Дьёром».
Летом 2003 года вернулся в Словакию, что бы продолжить карьеру в одном из ведущих, на тот момент, клубов страны «Артмедиа» Братислава. Играя за «Артмедиу» стал вторым бомбардиром в чемпионате Словакии сезона 2003/04, забив 15 голов. 31 марта 2004 года, в товарищеском матче против Австрии, дебютировал за национальную сборную.
Летом 2004 года был арендован клубом «Ваккер» Бургхаузен, играющим во второй немецкой Бундеслиге. По окончании аренды подписал полноценный контракт. Несмотря на вылет команды в третий дивизион, продлил соглашение. За «Ваккер» Бургхаузен отыграл 87 матчей и забил 26 голов.

## Смерть
Крейчи погиб в результате ДТП в ночь на 26 мая 2007 года около 5:40. На обратном пути из Мюнхена в Бургхаузен, не справившись с управлением, Марек вылетел с трассы и врезался в дерево. Он оказался заблокированным внутри автомобиля и погиб в огне. Дорога была перекрыта в течение трех часов. Причиной аварии было названо превышение скорости.
29 мая 2007-го «Ваккер» посмертно закрепил за игроком 11-й номер.